# Посиденте (Потенца)
Посиденте (итал. Possidente) је насеље у Италији у округу Потенца, региону Базиликата.
Према процени из 2011. у насељу је живело 691 становника. Насеље се налази на надморској висини од 789 м.